# Großsteingräber bei Binz
Die Großsteingräber bei Binz waren zwei megalithische Grabanlagen der jungsteinzeitlichen Trichterbecherkultur bei Binz auf der Insel Rügen im Landkreis Vorpommern-Rügen, Mecklenburg-Vorpommern. Sie wurden vermutlich im 19. oder frühen 20. Jahrhundert zerstört.

## Lage
Friedrich von Hagenow vermerkte die Lage der Gräber gemeinsam mit zwei schlecht erhaltenen Grabhügeln auf seiner Special Charte der Insel Rügen. Sie lagen damals auf dem Feld östlich von Binz, an der Ostseite einer Straße. Das Gelände ist heute überbaut; die ursprünglichen Standorte der Gräber liegen etwa in dem Gebiet zwischen der Bahnhofstraße und der Straße Am Kleinbahnhof.
Ewald Schuldt hielt die Gräber für identisch mit zwei von Alfred Haas 1917 beschriebenen Anlagen. Für diese gab Haas jedoch eine andere Lage an (im Wald); auch weicht die Beschreibung von der von Hagenows ab. Es dürfte sich bei den von Haas beschriebenen Anlagen um zwei (mittlerweile zerstörte) kleinere Steinkisten gehandelt haben.
Südöstlich befanden sich die zerstörten Großsteingräber bei Granitz (Hof).

## Beschreibung
Die Gräber wurden durch von Hagenow nicht genauer beschrieben, sondern nur listenartig erfasst. Da von Hagenow die Großsteingräber Rügens aber in drei Typen unterteilte, ist zumindest eine ungefähre Rekonstruktion ihres ursprünglichen Aussehens möglich. Die Gräber bei Binz gehörten von Hagenows drittem Typ an und besaßen damit ein rechteckiges Hünenbett mit steinerner Umfassung. Bei den Grabkammern dürfte es sich um Großdolmen gehandelt haben, da fast ausnahmslos alle Großsteingräber Rügens eine solche Grabkammer besitzen.